# Savda
Savda es una ciudad y  municipio situada en el distrito de Jalgaon en el estado de Maharashtra (India). Su población es de 20584 habitantes (2011). 

## Demografía
Según el censo de 2011 la población de Savda era de 20584 habitantes, de los cuales 10637 eran hombres y 9947 eran mujeres. Savda tiene una tasa media de alfabetización del 83,14%, superior a la media estatal del 82,34%: la alfabetización masculina es del 87,22%, y la alfabetización femenina del 78,82%.